# Helge Braun
Helge Reinhold Braun (Gießen, 1972. október 18. –) német politikus és orvos, 2018 és 2021 között Németország minisztere a kancellári hivatalban volt..

## Életpályája
1989 és 2007 között Braun a Fiatal Unió tagja volt.
2002 és 2005 között a Bundestag képviselője volt. 2009-ben újra a Bundestag tagja lett.
2021 novemberében Braun bejelentette, hogy 2022-ben jelentkezik a CDU elnöki posztjára.

## Fordítás
- Ez a szócikk részben vagy egészben  a   Helge Braun című német Wikipédia-szócikk fordításán alapul.  Az eredeti cikk szerkesztőit annak laptörténete sorolja fel. Ez a jelzés csupán a megfogalmazás eredetét és a szerzői jogokat jelzi, nem szolgál a cikkben szereplő információk forrásmegjelöléseként.